# مالكوم جاي ويليامسون
مالكوم جاي ويليامسون (بالإنجليزية: Malcolm J. Williamson)‏ هو عالم تعمية وعالم حاسوب ورياضياتي بريطاني، ولد في 1950 في ستوكبورت في المملكة المتحدة، وتوفي في 15 سبتمبر 2015 في سان دييغو في الولايات المتحدة.

## وصلات خارجية
- مالكوم جاي ويليامسون على موقع الموسوعة البريطانية (الإنجليزية)